# Bill Cartwright
James William Cartwright (nascido em 30 de Julho de 1957) é um ex-jogador americano de basquetebol da NBA e ex-treinador principal dos Chicago Bulls. Um pivô de 2,16 metros, jogou 16 temporadas pelos New York Knicks, Chicago Bulls e Seattle SuperSonics, ajudando os Bulls a vencerem campeonatos consecutivos em 1991, 1992 e 1993. Ele estudou na Elk Grove High School em Elk Grove, Califórnia, e jogou basquetebol universitário na Universidade de São Francisco.

## Carreira como jogador

### Basquetebol universitário
Cartwright jogou na Universidade de São Francisco e foi uma escolha consensual de segunda equipa all-American em 1977 e 1979. Ele formo-se como o maior marcador de todos os tempos para os Dons, com média de 19,1 pontos e 10,2 ressaltos por jogo. Cartwright levou São Francisco a três viagens ao torneio da NCAA, à primeira ronda em 1977 e ao oitavos-de-final em 1978 e 1979. 

### New York Knicks (1979–1988)
Cartwright foi a terceira escolha no draft da NBA de 1979, seleccionado pelos New York Knicks. Como membro dos Knicks, ele fez a sua única aparição no All-Star Game no seu ano de estreia em 1979-80. Cartwright teve uma média de mais de 20 pontos por jogo nas suas duas primeiras temporadas pelos Knicks. Seu tempo de jogo diminuiu durante o seu tempo em Nova York, inicialmente devido a uma lesão (ele sofreu quatro fracturas separadas no seu pé esquerdo) e então devido à chegada de Patrick Ewing, que mudou o papel de Cartwright para o de um poste de reserva.

### Chicago Bulls (1988–1994)
Em 27 de Junho de 1988, Cartwright estava envolvido numa negociação entre os Knicks e os Chicago Bulls, que incluía o envio de Cartwright para Chicago e os Extremo/Poste dos Bulls, Charles Oakley, para Nova York. Os Bulls precisavam de um poste alto para contrabalançar o tamanho na Conferência Leste, e para complementar a pontuação de Michael Jordan e a defesa de Scottie Pippen. Os Bulls estavam dispostos a se separar de Oakley, segunda maior ressaltador da liga nas temporadas 1986-87 e 1987-88, devido ao rápido desenvolvimento de Horace Grant. Três anos depois, ele ajudou os Bulls a vencer o seu primeiro campeonato da NBA sob o comando do técnico Phil Jackson, um ex-Knick, derrotando os Los Angeles Lakers nas finais da NBA de 1991. Os Bulls ganharam o título da NBA novamente em 1992 e 1993 com a mesma equipa principal.
Jordan aposentou-se após a temporada de 1992-93, e os Bulls foram derrotados pelos Knicks, liderados por Ewing, nos Playoffs da NBA de 1994. Como um membro dos Bulls, ele levou uma cotovelada na garganta durante um jogo contra os Indiana Pacers. Como resultado de uma laringe danificada, ele agora tem uma voz rouca.

### Seattle SuperSonics (1994–1995)
Cartwright deixou o Bulls como jogador livre e assinou com os Seattle SuperSonics. Ele só jogou 29 jogos pelos Sonics, e aposentou-se após a temporada de 1994-95 da NBA.

Honrarias
3x NBA: 1991, 1992, 1993

## Carreira como treinador

### Chicago Bulls (1996-2001)
Alguns anos após a sua aposentadoria, Cartwright foi novamente contratado pelos Bulls, desta vez como assistente técnico de Phil Jackson, e a equipa estava novamente nos playoffs, vencendo o título em 1997 e 1998. Os Bulls passaram por mudanças significativas após 199-98, com Jordan e Pippen a deixar a equipa, e Tim Floyd a assumir como treinador no lugar de Jackson. Os Bulls passaram um longo esforço de reconstrução, e Cartwright assumiu os últimos 27 jogos dos Bulls na temporada de 2001-2002. Os Bulls terminaram com 21-61 no ano e na temporada seguinte Cartwright foi promovido de treinador interino para permanente.

### Chicago Bulls (2001-2003)
Na temporada 2002-03, os Bulls terminaram em 30-52, mas Cartwright duraria apenas 14 jogos na temporada 2003-04 - indo de 4 a 10 - antes de ser demitido. Pete Myers e finalmente Scott Skiles treinaram os Bulls imediatamente após o mandato de Cartwright.

### New Jersey Nets (2004-2008)
Em 2004, os New Jersey Nets contratou Cartwright como assistente técnico de Lawrence Frank.

### Phoenix Suns (2008-2012)
Em 2008, Cartwright foi nomeado assistente técnico dos Phoenix Suns sob o comando técnico de Terry Porter. O gerente geral dos Suns, Steve Kerr, contratou-o para ajudar Shaquille O'Neal, Amar'e Stoudemire, e as próximas escolhas do draft. Depois de os Suns dispensarem Terry Porter e promoverem o assistente Alvin Gentry, Cartwright continuou como assistente técnico da equipa.

### Osaka Evessa (2013)
Em Janeiro de 2013, Cartwright foi contratado para treinar o Osaka Evessa do Japão.

### Selecção do México (2014-15)
Em Setembro de 2014, Cartwright foi contratado como treinador da equipa nacional de basquetebol do México.

## Vida pessoal
Cartwright casou com a sua namorada da escola secundária, Sheri, e juntos têm quatro filhos: Justin, Jason, James e Kristin. Obteve um mestrado em desenvolvimento organizacional e como hobbies toca guitarra e recolhe rádios transistorizados.